# Katrina Trask
Katrina Trask, née le 30 mai 1853 à Brooklyn et morte le 8 janvier 1922 à Yaddo, est une écrivaine et philanthrope américaine.
Elle commence à écrire après la perte de ses quatre jeunes enfants et, tout au long de sa vie, produit des essais, des pièces de théâtre, de la poésie et des romans explorant des thématiques spirituelles et sociales, tout en étant une chroniqueuse des événements de son époque.
Katrina Trask est principalement connue pour avoir fondé Yaddo avec son mari Spencer Trask (en), une résidence artistique à Saratoga Springs, dans l'État de New York, qu'elle a soutenue aussi bien financièrement qu'idéologiquement afin de favoriser la création artistique.

## Biographie

### Origines et éducation
Katrina Trask naît le 30 mai 1853 à Brooklyn sous le nom de Kate Nichols, au sein d'une famille aisée où elle reçoit une éducation privée auprès de tuteurs et dans des écoles renommées,.
Aînée de quatre enfants, elle est la fille de Christina Mary Cole et George Little Nichols. Son père, d'origine anglaise, est associé à une grande entreprise d'importation à New York et actif dans les cercles politiques républicains. Du côté maternel, ses grands-parents, originaires des Pays-Bas, ont émigré au début du siècle et ont modifié leur nom de famille de « Kool » à « Cole »,.

### Carrière

#### En tant qu'écrivaine
Après la perte de leur fils en 1880, Katrina Trask et son mari Spencer Trask, s'installent l'année suivante dans une ferme délabrée, qu'ils finissent par acquérir, sur un domaine de 160 hectares près de Saratoga Springs. Leur fille Christina le baptise Yaddo, symbolisant un nouveau départ,. Elle entreprend sa rénovation et y passe plusieurs étés en famille. Initialement conçu comme un lieu de réception, le domaine accueille des personnalités influentes, dont des hommes d’État, des industriels et des membres de la royauté européenne.

Bien qu’ayant survécu à la diphtérie, Katrina Trask, profondément marquée par la mort de ses enfants, se tourne vers l’écriture. En 1888, elle publie The Chronicles of Yaddo, un ouvrage en leur hommage et aux souvenirs partagés à Yaddo. 

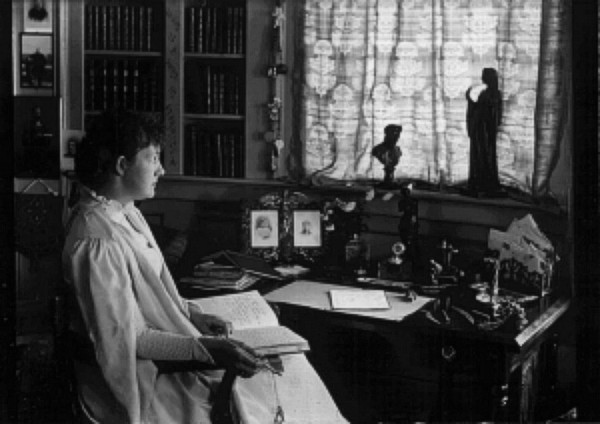
Une photo de Katrina Trask tenant un livre entre ses mains.

En 1892, soutenue par son mari, elle publie anonymement King Constantine, un recueil de trois poèmes d’amour, dont le succès entraîne quatre rééditions, son nom apparaissant dès la seconde. Elle explore divers genres littéraires, mêlant poésie, romans, vers libres et théâtre, avec d'autres œuvres comme Free, Not Bound (1903), Night & Morning (1907) et King Alfred's Jewel (1908).
Pacifiste engagée, elle écrit en 1914 la pièce In the Vanguard, jouée un an avant la Première Guerre mondiale. Publiée en huit éditions, elle est largement diffusée dans les églises et clubs féminins, devenant son œuvre la plus célèbre. Ses écrits explorent l’amour, le mariage, la spiritualité, l’éthique et la romance. Influencée par la religiosité de son époque, son style repose sur l’émotion pour porter ses idées de réforme sociale, de pacifisme et de morale. Elle continue d’écrire jusqu’en 1915.
Elle fréquente principalement des écrivains traditionalistes comme Henry van Dyke et Richard Henry Stoddard (en), tout en entretenant des liens avec Benjamin O. Flower (en), militant social et éditeur du magazine Arena. Son influence dépasse le monde littéraire : elle soutient financièrement Thomas Edison et participe à l’acquisition du New York Times par Adolph Ochs.

#### En tant que philanthrope
Dévouée à la philanthropie, Katrina Trask fait de l’action caritative sa priorité, reléguant sa carrière littéraire au second plan. Convaincue que leur fortune doit servir l’intérêt général, elle et son mari, s’inspirent des légendes arthuriennes et de la tradition médiévale du mécénat, qui valorise le soutien aux artistes et écrivains. Pour elle, la philanthropie ne se limite pas à un simple soutien financier, mais représente un engagement personnel profond. Elle distingue le don matériel de l’implication directe, estimant que l’aide doit s’accompagner d’un véritable respect pour ceux qui en bénéficient. Opposée à une charité déconnectée des réalités sociales, elle critique ceux qui, sous couvert de bienfaisance, maltraitent leurs employés ou perpétuent les inégalités.
Dans sa propre maison, KatrinaTrask veille au bien-être de ses domestiques. Elle aménage pour eux des espaces de vie indépendants et confortables, incluant des chambres individuelles et des salles communes. Elle organise des cours de développement personnel non religieux et considère le service domestique comme une profession honorable. Ce cadre de travail bienveillant favorise une grande stabilité parmi son personnel, certains restant à son service durant plusieurs décennies.
À Yaddo, ils organisent des banquets pour les sans-abris ainsi que pour les enfants d’orphelinats et d’hôpitaux locaux, dont plusieurs bénéficient de leur soutien financier. Parmi leurs engagements figurent St Faith's School (en), une école accueillant des enfants de milieux modestes, et St. Christina’s Home Industrial School, qui forme des jeunes filles en situation précaire ou en situation de handicap aux métiers du service domestique afin de favoriser leur indépendance,.

#### Yaddo: un lieu de culture et d’accueil

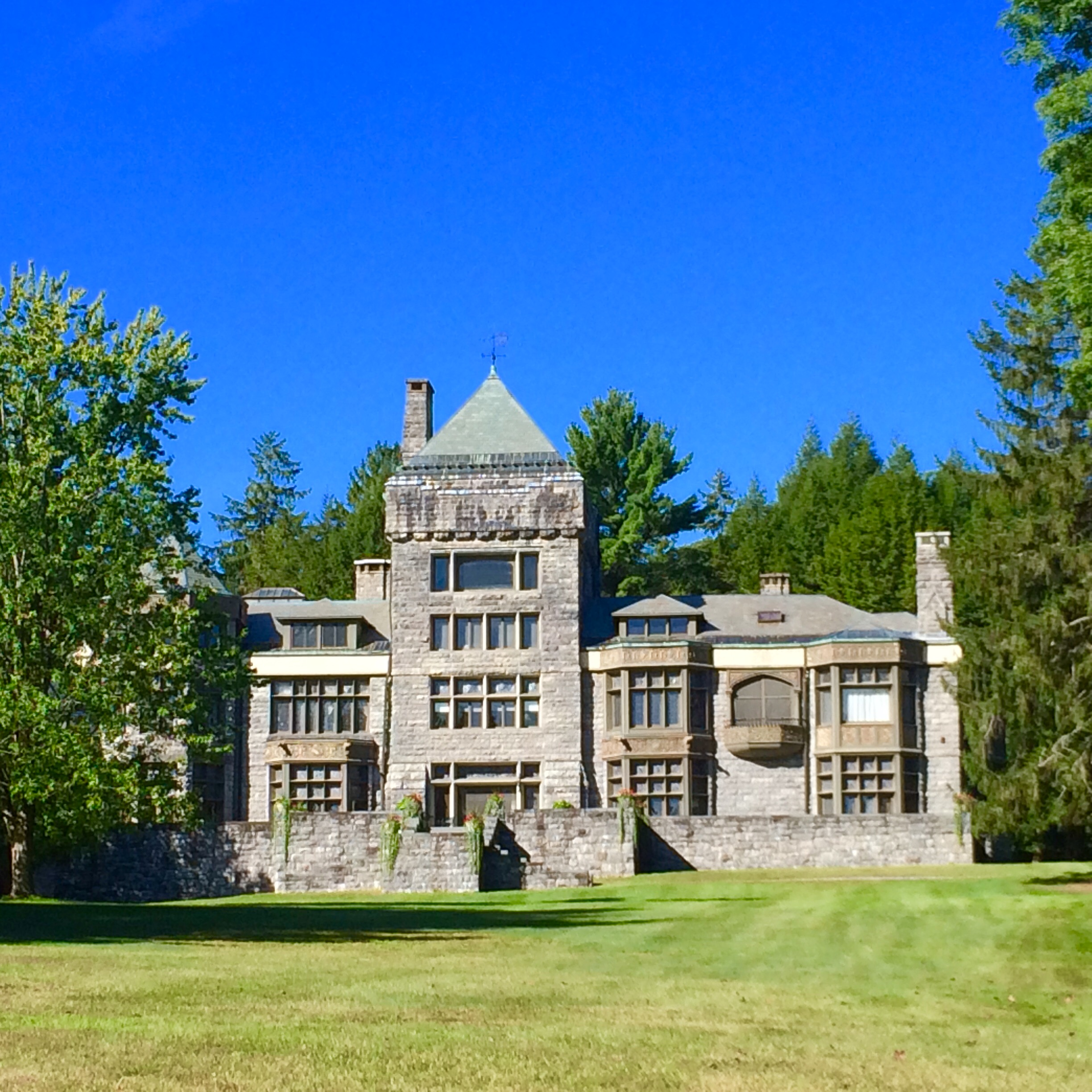
La résidence d'artistes de Yaddo.

Durant l’été 1899, Katrina Trask fait une expérience spirituelle qui lui inspire une nouvelle vocation pour Yaddo : un lieu de pèlerinage où les artistes pourraient puiser inspiration et élan créatif. Portés par cette vision et sans héritiers, elle et son mari décident de léguer leur manoir d'une cinquantaine de pièces pour en faire une résidence d’artistes après leurs morts,. Afin de garantir la pérennité du projet, ils fondent en 1900 une association à but non lucratif pour l’encadrer.

Dans une lettre adressé à Spencer Trask, elle écrit :
Yaddo ne doit pas être une institution, une école ou une œuvre de charité : il doit toujours être un lieu d'inspiration, une maison accueillante et agréable où les invités peuvent venir et se sentir les bienvenus...

À Yaddo, ils trouveront l'inspiration dont ils ont besoin... Regarde, Spencer, ils marchent dans les bois, errent dans le jardin, s'assoient sous les pins – hommes et femmes – créant, créant, créant !

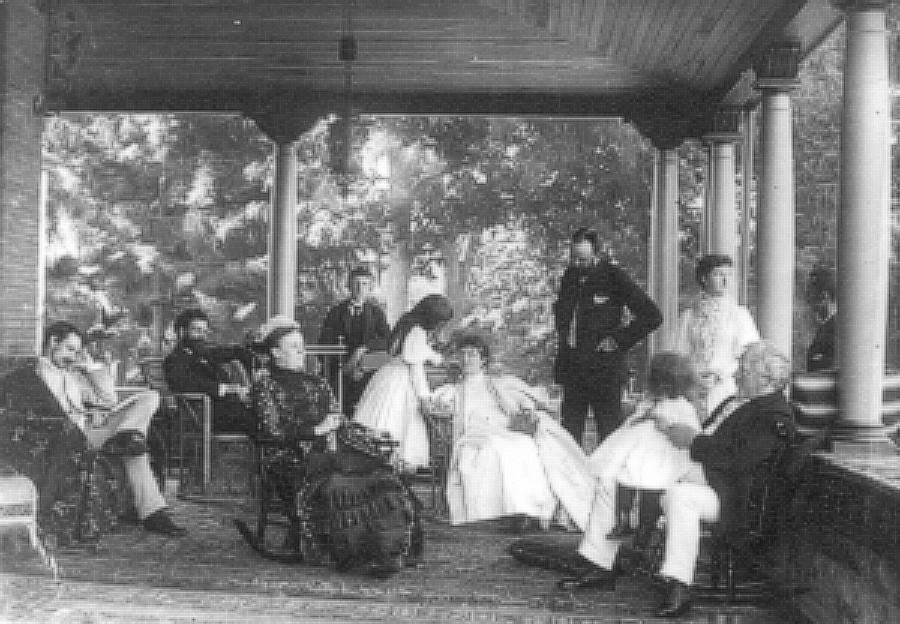
Katrina Trask avec ses amis en 1886.

Elle concilie la gestion des foyers familiaux avec son engagement dans la vie culturelle, dans une société où les rôles de genre sont strictement définis. Écrivaine et mécène, elle organise des salons littéraires et artistiques réunissant des figures influentes de son époque. Elle défend une vision de l’art préservé des contraintes économiques et considéré comme un moyen d’expression et de résilience.
Katrina Trask annonce officiellement son projet en 1913, quatre ans après le décès de son mari, Spencer Trask. Cette même année, elle subit plusieurs crises cardiaques, ce qui l’amène à en accélérer la mise en œuvre. En juin 1926, Yaddo devient officiellement une résidence pour artistes.

#### Wiawaka Center for Women
En 1903, Katrina Trask et son mari donnent un terrain à Lake George, New York, pour créer le Wiawaka Center for Women (en), un centre de retraite destiné aux travailleuses, notamment celles des usines textiles de Troy. Ils y ajoutent Wakonda, un pavillon dédié aux artistes, où séjourne notamment Georgia O’Keeffe en 1908.
Inspirée par l’Éternel-Féminin de Goethe, elle conçoit ce projet comme un moyen de soutenir les femmes et de donner un sens à son engagement après la perte de ses enfants. Aujourd’hui, Wiawaka demeure l’un des plus anciens centres de retraite pour femmes aux États-Unis.

### Vie privée
Le 12 novembre 1874, Katrina Nichols épouse le banquier et financier Spencer Trask. Avec lui, elle donne naissance à quatre enfants : Alanson, Katrina, Christina, Spencer. Ils perdent leur premier fils Alanson âgé de 4 ans en 1880 et décident de s'installer à Saratoga Springs ou elle y entreprend des travaux de rénovation et transforme la propriété en un lieu de vie animé, où famille et amis se retrouvent régulièrement.
En 1888, après une violente tempête sur la côte Est, Katrina Trask rejoint leur maison familiale à Brooklyn Heights, où elle attrape la diphtérie. Son état s'aggrave au point que les médecins jugent sa survie peu probable et permettent à ses enfants, Christina (11 ans) et Spencer Junior (5 ans), de lui faire leurs adieux. Contre toute attente, elle guérit, mais la maladie se propage à ses enfants, qui décèdent en avril à une semaine d'intervalle,,. Lorsque Katrina Trask reprend conscience, elle apprend leurs morts. L'année suivante, en 1889, sa fille Katrina meurt 10 jours après sa naissance.
Dans son deuil, Katrina Trask se met à écrire, mais met ses textes de côté pendant des années. Pour l’aider à surmonter son chagrin, son mari organise un voyage en Europe, principalement en Angleterre et en Italie.
Après la perte de ses enfants et la reconstruction de leur maison, Katrina Trask connaît une période intellectuellement riche. Son mari organise des réceptions, dont l’une où il la couronne symboliquement « Regina Katrina, reine de Yaddo », en écho à leur imaginaire inspiré de la légende arthurienne. C’est de cette mythologie qu’est issu son nom public, Katrina Trask.
Katrina Trask souffre de fortes migraines tout au long de sa vie, ce qui entraîne la perte de la vue de son œil droit. Dans les années 1910, son état de santé se fragilise, la rendant invalide et dépendante de ses domestiques, tandis qu'elle quitte rarement sa demeure de Yaddo.
En 1909, son mari meurt dans un accident de train. Dans les dernières années de sa vie, elle épouse en 1921 le philanthrope George Foster Peabody (en), un ami et associé de longue date,.

### Mort
Katrina Trask meurt d'une pneumonie bronchique le 8 janvier 1922 à Yaddo,,. Son mari George Foster, s’engage à préserver son héritage et à assurer qu'Yaddo reste un lieu dédié aux idéaux qu’elle et Spencer Trask avaient définis, favorisant son développement en tant que refuge artistique.
Malgré la reconnaissance dont elle bénéficie de son vivant, l’œuvre philanthropique et littéraire de Katrina Trask sombre progressivement dans l’oubli après sa mort.

## Publications
- 1888 : The Chronicles of Yaddo[7].
- 1892 : Under King Constantine (d'abord anonyme, puis signé Katrina Trask)[3].
- 1894 : Sonnets and Lyrics[3].
- 1896 : White Satin and Homespun[3].
- 1898 : John Leighton, Jr.[3].
- 1903 : Christalan[3].
- 1903 : Free, Not Bound[3].
- 1907 : Night & Morning[3].
- 1908 : King Alfred's Jewel[3].
- 1914 : In the Vanguard[3].
- 1915 : The Mighty and the Lowly[3].